# Victor Henri Rutgers

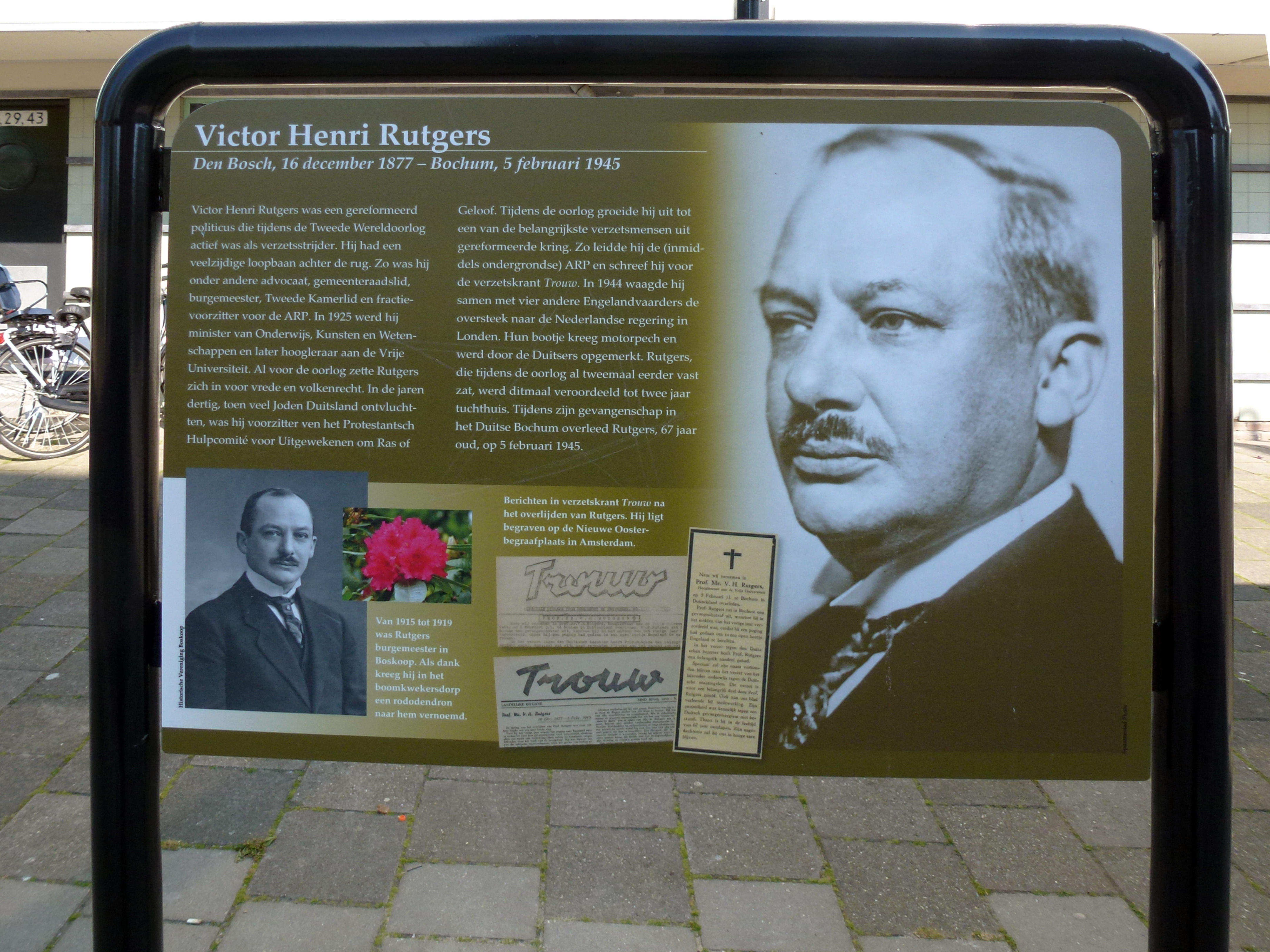
Herdenkingsbord in Gouda

Victor Henri Rutgers ('s-Hertogenbosch, 16 december 1877 – Bochum (Dld.), 5 februari 1945) was een Nederlands advocaat, politicus en verzetsstrijder tijdens de Tweede Wereldoorlog.

## Politieke carrière
Rutgers was een ARP-Tweede Kamerlid, een vooraanstaand lid van de Gereformeerde Kerken in Nederland en minister in de eerste helft van de twintigste eeuw. Aanvankelijk was hij advocaat in Amsterdam en Hilversum. In 1912 werd hij in het district Hilversum tot Kamerlid gekozen en vanaf 1915 was hij tevens burgemeester van de gemeente Boskoop. Rutgers volgde in 1919 Van der Voort van Zijp op als fractievoorzitter en werd in dat jaar tevens gedeputeerde van de provincie Zuid-Holland.

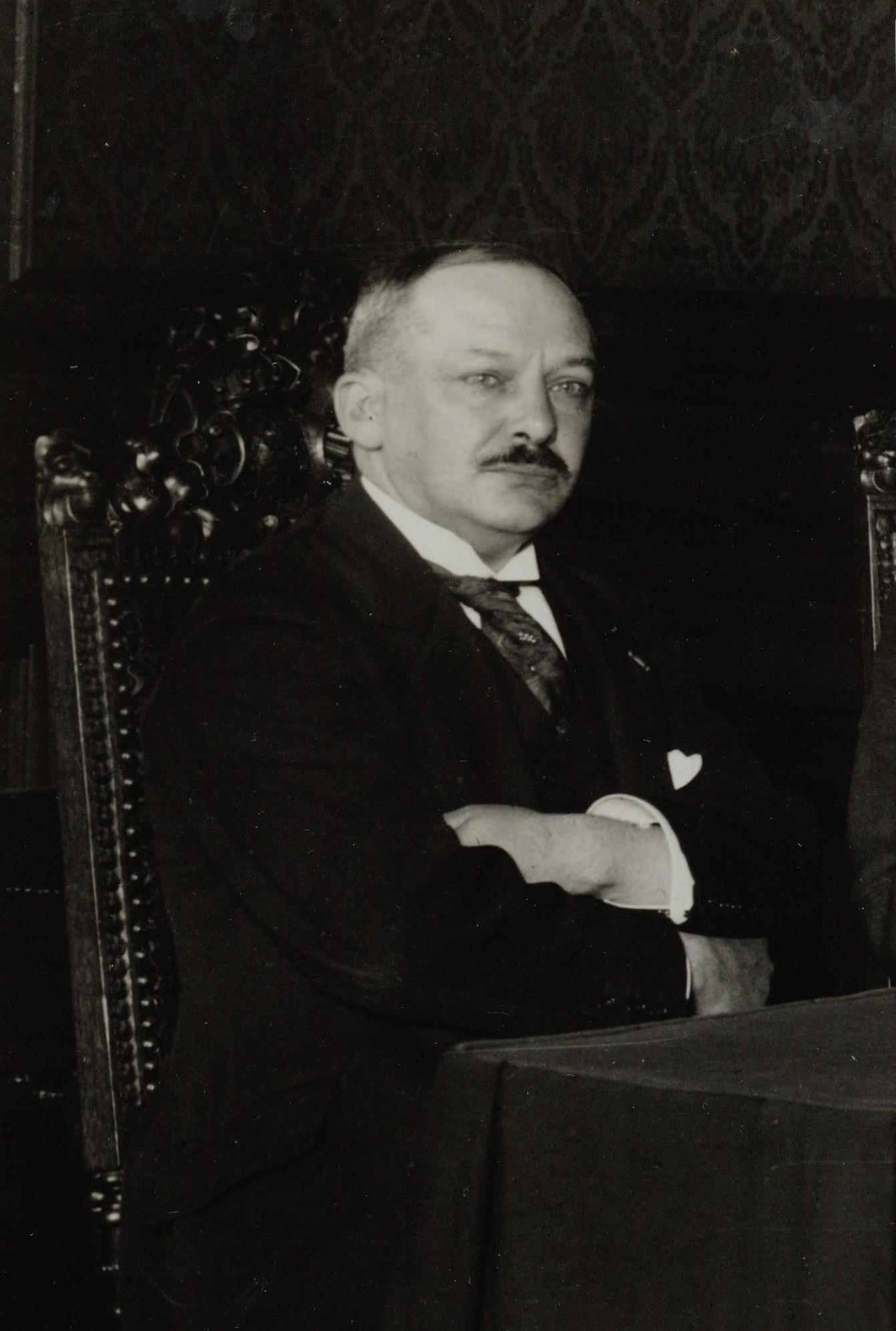
Victor Henri Rutgers, 1920

Hij wordt vaak een veelzijdig Kamerlid genoemd en was pleitbezorger van de 'plaatselijke keuze', een soort gemeentelijk referendum over toepassing van de Drankwet. Na zijn kortstondige ministerschap van Onderwijs in het eerste kabinet-Colijn werd hij in 1928 hoogleraar Romeins recht en strafrecht aan de Vrije Universiteit. Hij was twee maal rector van de Vrije Universiteit, nl. in de periodes 1933-1934 en 1940-1942.

## Oorlogsjaren
Rutgers speelde een belangrijke rol in het verzet. Hij was fel anti-Duits en had in oktober-november 1940 een aantal weken vastgezeten. In april 1943 werd hij opnieuw gearresteerd, toen op verdenking lid te zijn van het Grootburgercomité. Begin september werd hij weer vrijgelaten. Op 26 april vertrok hij vanuit Klundert in een bootje naar Engeland. Onder de passagiers was ook prof. dr. L.G.M. Baas Becking. Het bootje was slecht, de uitlaat viel eruit en het bootje maakte water. Met zijn hoed probeerde Baas Becking nog te hozen, maar het bootje dreef terug naar de Oosterschelde, waar het gezelschap werd opgepakt door Duitse patrouillevaartuigen. Rutgers en Baas Becking kregen een straf van twee jaar tuchthuis. Rutgers overleed kort voor het einde van de oorlog in de gevangenis van Bochum.

## Onderscheidingen
- Ridder in de Orde van de Nederlandse Leeuw (30 augustus 1922)
- Commandeur in de Orde van Oranje-Nassau (28 augustus 1931)
- Verzetskruis (7 mei 1946, postuum)

## Familie
Victor Henri Rutgers stamde uit twee vermaarde geslachten: zijn grootvader A. Rutgers was hoogleraar Hebreeuws en Oude Testament aan de Universiteit Leiden, zijn vader hoogleraar kerkgeschiedenis en kerkelijk recht aan de Vrije Universiteit Amsterdam. Zijn uit Neuchâtel afkomstige grootvader aan de andere kant, Victor Henri Guye, was Waals dominee in Maastricht, Groningen en Amsterdam. In zijn jonge jaren bracht V.H. Rutgers om gezondheidsredenen enige tijd door bij zijn opa in Zwitserland, en voelde zich sindsdien verbonden met het gereformeerd protestantisme van het Franstalige kanton aldaar verbonden. In 1904 trouwde hij, en werd vervolgens vader van vier dochters.
Abraham Arnold Lodewijk (Bram) Rutgers (1884-1966) was de jongere broer van Victor Henri Rutgers. Verder was hij een zwager van het ARP-Tweede Kamerlid Anthony Brummelkamp jr. (1839-1919) en de vader van ARP-Tweede Kamerlid Jacqueline Rutgers.